# فاستر د پیپل
فاستر د پیپل (به انگلیسی: Foster the People) یک گروه ایندی پاپ آمریکایی است که در سال ۲۰۰۹ در لس‌آنجلس شکل گرفت.
آهنگ "Pumped Up Kicks" از این گروه در چارت Billboard's Alternative Songs اول و در Billboard Hot 100 سوم شد. این گروه نامزد ۲ جایزه گرمی در سال ۲۰۱۲ شدند.